# Андреас Папандреу
Андреас Папандреу (грец. Ανδρέας Παπανδρέου, 5 лютого 1919, Хіос — 23 червня 1996, Афіни) — прем'єр-міністр Греції в 1981—1989 та 1993—1996 роках.

## Біографія
Народився в родині політичного діяча Георгіоса Папандреу (старшого), прем'єр-міністра Греції 1960-х років. Навчався в Американському коледжі в Афінах, вищу освіту здобув в Афінському університеті.
1939 р. був заарештований як член троцькістського угрупування. Після звільнення вступив до Гарвардського університет, де захистив докторський ступінь з економіки. Отримав громадянство США. Викладав в університетах США та Канади.
1959 р. повернувся до Греції. У 1963 Андреас Папандреу був обраний у парламент і став членом кабінету. У 1967 був заарештований в ході військового путчу чорних полковників, став лідером опозиції у вигнанні.
Повернувся в країну Андреас Папандреу лише після падіння режиму військової хунти в 1974. Заснував та став лідером Загальногрецького соціалістичного руху (грец. Πανελλήνιο Σοσιαλιστικό Κίνημα — ΠΑ.ΣΟ.Κ., або ПАСОК). Вже 1977 р. ПАСОК становив найсильнішу опозиційну фракцію в парламенті, а на виборах 1981 здобув 48 % голосів виборців і 172 з 300 місць у парламенті. Папандреу обіймав посади прем'єр-міністра та міністра оборони. Попри антиамериканську та антиєвропейську риторику, зберіг економічно вигідні відносини із НАТО і ЄС.
Проте подальше погіршення економічної ситуації в країні призвело до поразки ПАСОК на виборах 1989 р., вони принесли перемогу партії «Нова демократія».
Папандреу повернувся до влади у жовтні 1993, коли ПАСОК завоювало більшість голосів на загальних виборах. Проте через важку хворобу Папандреу подав у відставку з посади прем'єра у січні 1996. Помер наприкінці червня того ж року. Похований на Першому афінському кладовищі.